# Zuzu Angel
Pour les articles homonymes, voir Angel.
Zuleika Angel Jones, connue sous Zuzu Angel, (Curvelo, 5 octobre 1921 — Rio de Janeiro, 14 avril 1976) est une styliste brésilienne.

## Biographie
Elle déménage, encore enfant, à Belo Horizonte, puis plus tard à Bahia. La culture et les couleurs de ces états ont profondément marqué le style de ses créations.
Elle se marie en 1943 avec un Américain, Norman Angel Jones, et ils s'installent à Salvadore où ils ont leur premier fils, Stuart Edgar. En 1947, ils s'installent à Rio de Janeiro où ils ont deux autres filles, puis se séparent en 1961.
Dans les années 1950, elle débute comme couturière pour sa famille et amis proches. Au début des années 1970, elle ouvre un magasin à Ipanema et fait des défilés de mode aux États-Unis. Elle est considérée comme une pionnière dans la mode brésilienne.
Son fils Stuart Angel Jones, militant contre le régime militaire de l'époque, fut emprisonné et tué. Zuzu rechercha activement son corps, avec l'aide des États-Unis (pays du père de Stuart), à la suite d'une demande formulée directement à Henry Kissinger. Cette recherche se termina par sa mort dans des circonstances mal élucidées, lors d'un accident de voiture dans un tunnel la nuit du 13 avril 1976, après une fête. Il s'agissait peut-être d'un assassinat. Ce tunnel porte aujourd'hui son nom.
Le corps de Stuart n'a jamais été retrouvé.
En juillet 2014, une photo de l'accident de Zuzu Angel apparaît dans la presse, dans laquelle figure le colonel Freddie Perdigão, reconnu en tant qu'auteur de tortures et d'assassinat pendant le régime militaire.

## Zuzu Angel, le film
En 2006, un film portant son nom a été réalisé. Il raconte l'histoire de Zuzu Angel, qui a vu son fils torturé et assassiné par la dictature militaire.